# Липень 2022
Липень 2022 — сьомий місяць 2022 року, що розпочався у п'ятницю 1 липня та закінчився у неділю 31 липня.

## Події
- 1 липня
  - У Каракалпакстані розпочалися протести після пропозиції внесення змін до Конституції Узбекистану, які прибрали право на суверенітет[1].
  - У результаті ракетного удару по Сергіївці загинуло не менше 21 особи[2].
  - Чехія розпочала головування в Раді ЄС[3].
- 4-5 липня — У швейцарському Лугано відбулася Міжнародна конференція з питань відновлення України, зосереджена на питаннях відновлення України після повномасштабного російського вторгнення.
- 5 липня — Медаль Філдса присуджена математикам Марині Вязовській (Україна), Уго Дюмініль-Копену (Франція), Джеймсу Мейнарду (Велика Британія) і Джуну Ха (Республіка Корея)[4][5].
- 7 липня — На тлі урядової кризи, спричиненої сексуальним скандалом довкола Кріса Пінчера, Борис Джонсон оголосив про відставку з посади прем'єр-міністра та лідера Консервативної партії[6][7].
- 8 липня — У японському місті Касіхара вбито колишнього прем'єр-міністра країни Абе Сіндзо
- 9 липня — У результаті рашистського ракетного удару по місту Часів Яр у Донецькій області України загинуло не менше 48 осіб, 9 осіб із пораненнями врятували[8].
- 11 липня — Ракетний удар по Новій Каховці.
- 14 липня — У результаті ракетного удару по Вінниці з підводного човна Б-871 «Алроса» в Чорному морі загинуло 24 людини, з них троє дітей, поранено — 197, безвісти зникли 8 осіб.
- 14 липня — Українська письменниця та поетеса-шістдесятниця Ліна Костенко отримала Орден Почесного легіону — найвищу нагороду Франції[9].
- 15—24 липня — Чемпіонат світу з легкої атлетики, що буде проходити у Юджині (США).
- 16 липня — У Ріо-де-Жанейро у віці 96 років померла Віра Вовк — українська та бразильська письменниця, драматург, перекладачка, Шевченківська лауреатка
- 17 липня — Президент Володимир Зеленський відсторонив від посади генпрокурора Ірину Венедіктову та усунув голову СБУ Івана Баканова
- 19 липня — На 57 році пішла із життя відома телеведуча Руслана Писанка[10].
- 20 липня — Телескоп James Webb відкрив найдавнішю галактику[11].
- 22 липня — Новим президентом Індії обрали Драупаді Мурму [12].
- 23 липня — Росія здійнила удари по одеському порту, порушивши власний договір[13].
- 24 липня — Йонас Вінгегор став другим в історії данським велогонщиком, котрий виграв Тур де Франс[14].
- 24 липня — Китай пристикував до орбітальної станції «Тяньгун» модуль «Веньтянь»[15].
- 27 липня — Верховна Рада підтримала (299 голосів) призначення Андрія Костіна Генеральним прокурором України[16].
- 28 липня — Телескоп НАСА «James Webb» відкрив вмираючу наднову зірку на відстані 3-4 мільярди світлових років від Землі[17][18][19].
- 28 липня — Олександр Клименко затверджений на посаді керівника Спеціалізованої антикорупційної прокуратури[20][21][22][23][24].
- 28 липня — Президент України призначив Андрія Костіна Генеральним прокурором України[25][20].
- 28 липня — В результаті обстрілу колонії в Оленівці терористами ПВК Вагнера загинуло 53 українські бранці — бійці полку «Азов».
- 31 липня — Під час наймасовішого за весь час обстрілу Миколаєва загинув Герой України Олексій Вадатурський[26].